# مقاطعة كاتاوبا (كارولاينا الشمالية)
مقاطعة كاتاوبا (بالإنجليزية: Catawba County)‏ هي إحدى مقاطعات ولاية كارولاينا الشمالية في الولايات المتحدة الأمريكية. مركز المقاطعة أو مقعدها هي مدينة نيوتن. تأسست هذه المقاطعة سنة 1842.أصل هذه المقاطعة يأتي من: مقاطعة لينكن.